# Skilanglauf-Alpencup 2019/20
Der Skilanglauf-Alpencup 2019/20 war eine von der FIS organisierte Wettkampfserie, die zum Unterbau des Skilanglauf-Weltcups 2019/20 gehörte. Sie begann am 7. Dezember 2019 in Pokljuka und sollte am 22. März 2020 in Zwiesel enden. Aufgrund der Absage der letzten drei Rennen in  Zwiesel wegen der COVID-19-Pandemie wurde die Saison vorzeitig beendet. Die Gesamtwertung der Männer gewann der Franzose Jean Tiberghien. Bei den Frauen wurde Ilaria Debertolis Erste in der Gesamtwertung.

## Männer

### Resultate
| 1. Alpencup in Pokljuka, 7. und 8. Dezember 2019 | 1. Alpencup in Pokljuka, 7. und 8. Dezember 2019 | 1. Alpencup in Pokljuka, 7. und 8. Dezember 2019 | 1. Alpencup in Pokljuka, 7. und 8. Dezember 2019 | 1. Alpencup in Pokljuka, 7. und 8. Dezember 2019 |
| ------------------------------------------------ | ------------------------------------------------ | ------------------------------------------------ | ------------------------------------------------ | ------------------------------------------------ |
| Datum                                            | Disziplin                                        | Erster Platz                                     | Zweiter Platz                                    | Dritter Platz                                    |
| 7. Dezember 2019                                 | Sprint Freistil                                  | Michael Hellweger                                | Renaud Jay                                       | Arnaud Chautemps                                 |
| 8. Dezember 2019                                 | 15 km Freistil                                   | Hugo Lapalus                                     | Bernhard Tritscher                               | Valentin Mättig                                  |

| 2. Alpencup in St. Ulrich am Pillersee, 19. bis 21. Dezember 2019 | 2. Alpencup in St. Ulrich am Pillersee, 19. bis 21. Dezember 2019 | 2. Alpencup in St. Ulrich am Pillersee, 19. bis 21. Dezember 2019 | 2. Alpencup in St. Ulrich am Pillersee, 19. bis 21. Dezember 2019 | 2. Alpencup in St. Ulrich am Pillersee, 19. bis 21. Dezember 2019 |
| ----------------------------------------------------------------- | ----------------------------------------------------------------- | ----------------------------------------------------------------- | ----------------------------------------------------------------- | ----------------------------------------------------------------- |
| Datum                                                             | Disziplin                                                         | Erster Platz                                                      | Zweiter Platz                                                     | Dritter Platz                                                     |
| 19. Dezember 2019                                                 | Sprint Freistil                                                   | Jules Chappaz                                                     | Giacomo Gabrielli                                                 | Enrico Nizzi                                                      |
| 20. Dezember 2019                                                 | 15 km klassisch                                                   | Dietmar Nöckler                                                   | Livio Bieler                                                      | Paolo Ventura                                                     |
| 21. Dezember 2019                                                 | 10 km Freistil                                                    | Jules Chappaz                                                     | Mikael Abram                                                      | Jean Tiberghien                                                   |

| 3. Alpencup in Campra, 4. und 5. Januar 2020 | 3. Alpencup in Campra, 4. und 5. Januar 2020 | 3. Alpencup in Campra, 4. und 5. Januar 2020 | 3. Alpencup in Campra, 4. und 5. Januar 2020 | 3. Alpencup in Campra, 4. und 5. Januar 2020 |
| -------------------------------------------- | -------------------------------------------- | -------------------------------------------- | -------------------------------------------- | -------------------------------------------- |
| Datum                                        | Disziplin                                    | Erster Platz                                 | Zweiter Platz                                | Dritter Platz                                |
| 4. Januar 2020                               | Sprint klassisch                             | Valentin Chauvin                             | Arnaud Chautemps                             | Richard Leupold                              |
| 5. Januar 2020                               | 15 km klassisch                              | Dietmar Nöckler                              | Stefano Gardener                             | Paolo Ventura                                |

| 4. Alpencup in Pragelato, 18. und 19. Januar 2020 | 4. Alpencup in Pragelato, 18. und 19. Januar 2020 | 4. Alpencup in Pragelato, 18. und 19. Januar 2020 | 4. Alpencup in Pragelato, 18. und 19. Januar 2020 | 4. Alpencup in Pragelato, 18. und 19. Januar 2020 |
| ------------------------------------------------- | ------------------------------------------------- | ------------------------------------------------- | ------------------------------------------------- | ------------------------------------------------- |
| Datum                                             | Disziplin                                         | Erster Platz                                      | Zweiter Platz                                     | Dritter Platz                                     |
| 18. Januar 2020                                   | 30 km klassisch Massenstart                       | Paolo Ventura                                     | Simone Dapra                                      | Gilberto Panisi                                   |
| 19. Januar 2020                                   | 10 km Freistil                                    | Jean Tiberghien                                   | Clement Arnault                                   | Candide Pralong                                   |

| 5. Alpencup am Piancavallo, 7. bis 9. Februar 2020 | 5. Alpencup am Piancavallo, 7. bis 9. Februar 2020 | 5. Alpencup am Piancavallo, 7. bis 9. Februar 2020 | 5. Alpencup am Piancavallo, 7. bis 9. Februar 2020 | 5. Alpencup am Piancavallo, 7. bis 9. Februar 2020 |
| -------------------------------------------------- | -------------------------------------------------- | -------------------------------------------------- | -------------------------------------------------- | -------------------------------------------------- |
| Datum                                              | Disziplin                                          | Erster Platz                                       | Zweiter Platz                                      | Dritter Platz                                      |
| 7. Februar 2020                                    | 1,6 km Freistil                                    | Jules Chappaz                                      | Erwan Käser                                        | Janik Riebli                                       |
| 8. Februar 2020                                    | 15 km klassisch                                    | Jules Chappaz                                      | Thomas Wick                                        | Thomas Bing                                        |
| 9. Februar 2020                                    | 15 km Freistil                                     | Stefano Gardener                                   | Jean Tiberghien                                    | Stefan Zelger                                      |

| 6. Alpencup in Zwiesel, 20. bis 22. März 2020 | 6. Alpencup in Zwiesel, 20. bis 22. März 2020 | 6. Alpencup in Zwiesel, 20. bis 22. März 2020       | 6. Alpencup in Zwiesel, 20. bis 22. März 2020       | 6. Alpencup in Zwiesel, 20. bis 22. März 2020       |
| --------------------------------------------- | --------------------------------------------- | --------------------------------------------------- | --------------------------------------------------- | --------------------------------------------------- |
| Datum                                         | Disziplin                                     | Erster Platz                                        | Zweiter Platz                                       | Dritter Platz                                       |
| 20. März 2020                                 | 3,3 km klassisch                              | Wettkämpfe aufgrund der COVID-19-Pandemie abgesagt. | Wettkämpfe aufgrund der COVID-19-Pandemie abgesagt. | Wettkämpfe aufgrund der COVID-19-Pandemie abgesagt. |
| 21. März 2020                                 | 10 km Freistil Massenstart                    | Wettkämpfe aufgrund der COVID-19-Pandemie abgesagt. | Wettkämpfe aufgrund der COVID-19-Pandemie abgesagt. | Wettkämpfe aufgrund der COVID-19-Pandemie abgesagt. |
| 22. März 2020                                 | 15 km klassisch Verfolgung                    | Wettkämpfe aufgrund der COVID-19-Pandemie abgesagt. | Wettkämpfe aufgrund der COVID-19-Pandemie abgesagt. | Wettkämpfe aufgrund der COVID-19-Pandemie abgesagt. |

### Gesamtwertung Männer
| Rang | Name             | Punkte |
| ---- | ---------------- | ------ |
| 1.   | Jean Tiberghien  | 484    |
| 2.   | Jules Chappaz    | 450    |
| 3.   | Stefano Gardener | 389    |
| 4.   | Arnaud Chautemps | 371    |
| 5.   | Paolo Ventura    | 356    |
| 6.   | Simone Dapra     | 312    |
| 7.   | Daniele Serra    | 295    |
| 8.   | Dietmar Nöckler  | 243    |
| 9.   | Thomas Wick      | 210    |
| 10.  | Lorenzo Romano   | 209    |
| 11.  | Théo Schely      | 204    |
| 12.  | Mirco Bertolina  | 199    |
| 13.  | Tom Mancini      | 197    |
| 14.  | Mikael Abram     | 187    |

| Rang | Name               | Punkte |
| ---- | ------------------ | ------ |
| 15.  | Livio Bieler       | 164    |
| 16.  | Candide Pralong    | 159    |
| 17.  | Giacomo Gabrielli  | 157    |
| 17.  | Dajan Danuser      | 157    |
| 19.  | Paolo Fanton       | 154    |
| 20.  | Valentin Chauvin   | 145    |
| 21.  | Marino Capelli     | 142    |
| 22.  | Benjamin Moser     | 134    |
| 23.  | Erwan Käser        | 131    |
| 24.  | Bernhard Tritscher | 130    |
| 24.  | Richard Leupold    | 130    |
| 26.  | Cyril Fähndrich    | 125    |
| 26.  | Renaud Jay         | 125    |
| 28.  | Michael Hellweger  | 122    |

| Rang | Name             | Punkte |
| ---- | ---------------- | ------ |
| 29.  | Gilberto Panisi  | 119    |
| 30.  | Josef Fässler    | 112    |
| 31.  | Janik Riebli     | 111    |
| 32.  | Clement Arnault  | 102    |
| 33.  | Hugo Lapalus     | 100    |
| 34.  | Simone Mocellini | 96     |
| 35.  | Mattia Armellini | 93     |
| 36.  | Thomas Bing      | 88     |
| 37.  | Enrico Nizzi     | 84     |
| 38.  | Valentin Mättig  | 74     |
| 39.  | Livio Matossi    | 74     |
| 40.  | Luca Del Fabbro  | 72     |

| Endstand (Top 10) |                   |        |
| \| Rang \| Name \| Punkte \| \| ---- \| ----------------- \| ------ \| \| 01 \| Davide Graz \| 740 \| \| 02 \| Gaspard Rousset \| 721 \| \| 03 \| Friedrich Moch \| 465 \| \| 04 \| Mathieu Goalabre \| 461 \| \| 05 \| Kevin Lancia \| 317 \| \| 06 \| Riccardo Bernardi \| 315 \| \| 07 \| Sabin Coupat \| 314 \| \| 08 \| Nicola Wigger \| 295 \| \| 09 \| Giovanni Ticco \| 265 \| \| 10 \| Florian Perez \| 258 \| |                   |        |
| Rang | Name              | Punkte |
| 01 | Davide Graz       | 740    |
| 02 | Gaspard Rousset   | 721    |
| 03 | Friedrich Moch    | 465    |
| 04 | Mathieu Goalabre  | 461    |
| 05 | Kevin Lancia      | 317    |
| 06 | Riccardo Bernardi | 315    |
| 07 | Sabin Coupat      | 314    |
| 08 | Nicola Wigger     | 295    |
| 09 | Giovanni Ticco    | 265    |
| 10 | Florian Perez     | 258    |

## Frauen

### Resultate
| 1. Alpencup in Pokljuka, 7. und 8. Dezember 2019 | 1. Alpencup in Pokljuka, 7. und 8. Dezember 2019 | 1. Alpencup in Pokljuka, 7. und 8. Dezember 2019 | 1. Alpencup in Pokljuka, 7. und 8. Dezember 2019 | 1. Alpencup in Pokljuka, 7. und 8. Dezember 2019 |
| ------------------------------------------------ | ------------------------------------------------ | ------------------------------------------------ | ------------------------------------------------ | ------------------------------------------------ |
| Datum                                            | Disziplin                                        | Erster Platz                                     | Zweiter Platz                                    | Dritter Platz                                    |
| 7. Dezember 2019                                 | Sprint Freistil                                  | Katja Višnar                                     | Vesna Fabjan                                     | Dahria Beatty                                    |
| 8. Dezember 2019                                 | 10 km Freistil                                   | Elisa Brocard                                    | Sara Pellegrini                                  | Flora Dolci                                      |

| 2. Alpencup in St. Ulrich am Pillersee, 19. bis 21. Dezember 2019 | 2. Alpencup in St. Ulrich am Pillersee, 19. bis 21. Dezember 2019 | 2. Alpencup in St. Ulrich am Pillersee, 19. bis 21. Dezember 2019 | 2. Alpencup in St. Ulrich am Pillersee, 19. bis 21. Dezember 2019 | 2. Alpencup in St. Ulrich am Pillersee, 19. bis 21. Dezember 2019 |
| ----------------------------------------------------------------- | ----------------------------------------------------------------- | ----------------------------------------------------------------- | ----------------------------------------------------------------- | ----------------------------------------------------------------- |
| Datum                                                             | Disziplin                                                         | Erster Platz                                                      | Zweiter Platz                                                     | Dritter Platz                                                     |
| 19. Dezember 2019                                                 | Sprint Freistil                                                   | Coletta Rydzek                                                    | Lena Quintin                                                      | Enora Latuillière                                                 |
| 20. Dezember 2019                                                 | 10 km klassisch                                                   | Ilaria Debertolis                                                 | Petra Nováková                                                    | Anna Comarella                                                    |
| 21. Dezember 2019                                                 | 10 km Freistil                                                    | Petra Nováková                                                    | Ilaria Debertolis                                                 | Juliette Ducordeau                                                |

| 3. Alpencup in Campra, 4. und 5. Januar 2020 | 3. Alpencup in Campra, 4. und 5. Januar 2020 | 3. Alpencup in Campra, 4. und 5. Januar 2020 | 3. Alpencup in Campra, 4. und 5. Januar 2020 | 3. Alpencup in Campra, 4. und 5. Januar 2020 |
| -------------------------------------------- | -------------------------------------------- | -------------------------------------------- | -------------------------------------------- | -------------------------------------------- |
| Datum                                        | Disziplin                                    | Erster Platz                                 | Zweiter Platz                                | Dritter Platz                                |
| 4. Januar 2020                               | Sprint klassisch                             | Ilaria Debertolis                            | Anne Winkler                                 | Greta Laurent                                |
| 5. Januar 2020                               | 10 km klassisch                              | Coralie Bentz                                | Ilaria Debertolis                            | Sara Pellegrini                              |

| 4. Alpencup in Pragelato, 18. und 19. Januar 2020 | 4. Alpencup in Pragelato, 18. und 19. Januar 2020 | 4. Alpencup in Pragelato, 18. und 19. Januar 2020 | 4. Alpencup in Pragelato, 18. und 19. Januar 2020 | 4. Alpencup in Pragelato, 18. und 19. Januar 2020 |
| ------------------------------------------------- | ------------------------------------------------- | ------------------------------------------------- | ------------------------------------------------- | ------------------------------------------------- |
| Datum                                             | Disziplin                                         | Erster Platz                                      | Zweiter Platz                                     | Dritter Platz                                     |
| 18. Januar 2020                                   | 15 km klassisch Massenstart                       | Dahria Beatty                                     | Katherine Stewart-Jones                           | Sara Pellegrini                                   |
| 19. Januar 2020                                   | 5 km Freistil                                     | Katherine Stewart-Jones                           | Elisa Brocard                                     | Dahria Beatty                                     |

| 5. Alpencup am Piancavallo, 7. bis 9. Februar 2020 | 5. Alpencup am Piancavallo, 7. bis 9. Februar 2020 | 5. Alpencup am Piancavallo, 7. bis 9. Februar 2020 | 5. Alpencup am Piancavallo, 7. bis 9. Februar 2020 | 5. Alpencup am Piancavallo, 7. bis 9. Februar 2020 |
| -------------------------------------------------- | -------------------------------------------------- | -------------------------------------------------- | -------------------------------------------------- | -------------------------------------------------- |
| Datum                                              | Disziplin                                          | Erster Platz                                       | Zweiter Platz                                      | Dritter Platz                                      |
| 7. Februar 2020                                    | 1,4 km Freistil                                    | Kateřina Janatová                                  | Anne Winkler                                       | Sofie Krehl                                        |
| 8. Februar 2020                                    | 10 km klassisch                                    | Victoria Carl                                      | Kateřina Janatová                                  | Sara Pellegrini                                    |
| 9. Februar 2020                                    | 7,5 km Freistil                                    | Elisa Brocard                                      | Ilaria Debertolis                                  | Sara Pellegrini                                    |

| 6. Alpencup in Zwiesel, 20. bis 22. März 2020 | 6. Alpencup in Zwiesel, 20. bis 22. März 2020 | 6. Alpencup in Zwiesel, 20. bis 22. März 2020       | 6. Alpencup in Zwiesel, 20. bis 22. März 2020       | 6. Alpencup in Zwiesel, 20. bis 22. März 2020       |
| --------------------------------------------- | --------------------------------------------- | --------------------------------------------------- | --------------------------------------------------- | --------------------------------------------------- |
| Datum                                         | Disziplin                                     | Erster Platz                                        | Zweiter Platz                                       | Dritter Platz                                       |
| 20. März 2020                                 | 2,5 km klassisch                              | Wettkämpfe aufgrund der COVID-19-Pandemie abgesagt. | Wettkämpfe aufgrund der COVID-19-Pandemie abgesagt. | Wettkämpfe aufgrund der COVID-19-Pandemie abgesagt. |
| 21. März 2020                                 | 5 km Freistil Massenstart                     | Wettkämpfe aufgrund der COVID-19-Pandemie abgesagt. | Wettkämpfe aufgrund der COVID-19-Pandemie abgesagt. | Wettkämpfe aufgrund der COVID-19-Pandemie abgesagt. |
| 22. März 2020                                 | 10 km klassisch Verfolgung                    | Wettkämpfe aufgrund der COVID-19-Pandemie abgesagt. | Wettkämpfe aufgrund der COVID-19-Pandemie abgesagt. | Wettkämpfe aufgrund der COVID-19-Pandemie abgesagt. |

### Gesamtwertung Frauen
| Rang | Name              | Punkte |
| ---- | ----------------- | ------ |
| 1.   | Ilaria Debertolis | 584    |
| 2.   | Sara Pellegrini   | 518    |
| 3.   | Elisa Brocard     | 412    |
| 4.   | Cristina Pittin   | 369    |
| 5.   | Désirée Steiner   | 354    |
| 6.   | Francesca Franchi | 325    |
| 7.   | Martina Bellini   | 312    |
| 8.   | Nadine Herrmann   | 280    |
| 9.   | Kateřina Janatová | 240    |
| 10.  | Lena Quintin      | 235    |
| 11.  | Petra Nováková    | 230    |
| 12.  | Anne Winkler      | 210    |
| 13.  | Alina Meier       | 200    |
| 14.  | Coralie Bentz     | 192    |

| Rang | Name                 | Punkte |
| ---- | -------------------- | ------ |
| 15.  | Juliette Ducordeau   | 182    |
| 16.  | Lydia Hiernickel     | 179    |
| 17.  | Caterina Ganz        | 177    |
| 18.  | Flora Dolci          | 149    |
| 19.  | Anna Comarella       | 143    |
| 20.  | Enora Latuillière    | 140    |
| 21.  | Coletta Rydzek       | 126    |
| 21.  | Celine Mayer         | 126    |
| 23.  | Chiara de Zolt Ponte | 123    |
| 24.  | Alexandra Danner     | 122    |
| 24.  | Fabiana Wieser       | 122    |
| 26.  | Anja Mandeljc        | 117    |
| 27.  | Carola Vila Obiols   | 116    |
| 28.  | Victoria Carl        | 115    |

| Rang | Name               | Punkte |
| ---- | ------------------ | ------ |
| 29.  | Petra Hynčicová    | 110    |
| 30.  | Alenka Čebašek     | 105    |
| 31.  | Alice Canclini     | 102    |
| 32.  | Katja Višnar       | 100    |
| 32.  | Anita Klemenčič    | 100    |
| 34.  | Vesna Fabjan       | 98     |
| 35.  | Lea Fischer        | 94     |
| 36.  | Mélissa Gal        | 93     |
| 37.  | Sofie Krehl        | 92     |
| 38.  | Barbara Walchhofer | 90     |
| 39.  | Pia Fink           | 86     |
| 40.  | Emilie Bulle       | 83     |

| Endstand (Top 10) |                  |        |
| \| Rang \| Name \| Punkte \| \| ---- \| ---------------- \| ------ \| \| 01 \| Anja Weber \| 790 \| \| 02 \| Nadja Kälin \| 582 \| \| 03 \| Lisa Lohmann \| 558 \| \| 04 \| Nicole Monsorno \| 468 \| \| 05 \| Anja Lozza \| 426 \| \| 06 \| Jessica Löschke \| 416 \| \| 07 \| Martina Di Centa \| 393 \| \| 08 \| Valentina Maj \| 371 \| \| 09 \| Emilie Jeantet \| 370 \| \| 10 \| Siri Wigger \| 361 \| |                  |        |
| Rang | Name             | Punkte |
| 01 | Anja Weber       | 790    |
| 02 | Nadja Kälin      | 582    |
| 03 | Lisa Lohmann     | 558    |
| 04 | Nicole Monsorno  | 468    |
| 05 | Anja Lozza       | 426    |
| 06 | Jessica Löschke  | 416    |
| 07 | Martina Di Centa | 393    |
| 08 | Valentina Maj    | 371    |
| 09 | Emilie Jeantet   | 370    |
| 10 | Siri Wigger      | 361    |